# Oye-Plage
Pour les articles homonymes, voir Oye.
Oye-Plage (prononcé [wa plaʒ]), Ooie en flamand, est une commune française située dans le département du Pas-de-Calais en région Hauts-de-France. Ses habitants sont appelés les Ansériens. La commune est membre de la communauté de communes de la Région d'Audruicq.
La commune de Oye-Plage (nom porté depuis 1913), drainée par plusieurs watringues, est une commune du littoral de la mer du Nord, dans la plaine maritime de Flandre et limitrophe du département du Nord. Elle est située dans le nord-est du département du Pas-de-Calais à 13 km, à vol d'oiseau, à l'est de Calais. C’est une commune de type bourg rural qui a connu une forte augmentation de sa population qui est passée de 3 008 habitants en 1968 à 5 716 habitants au dernier recensement de 2022.
Avec ses 33,86 km2, c'est la commune la plus étendue du Pas-de-Calais, juste devant Calais et elle offre une plage de 9 km de longueur en bordure de la mer du Nord. La commune s'inscrit dans les « paysages des dunes de la mer du Nord » tels qu’ils sont définis dans l’atlas de paysages. La réserve naturelle nationale du Platier d'Oye est une zone d'alimentation pour les oiseaux migrateurs, par ailleurs le territoire communal est riche de trois espaces protégés et gérés, d'une ZNIEFF et d'un site Natura 2000.

## Géographie

### Localisation
Oye-Plage se situe au bord de la mer du Nord, dans la plaine maritime de Flandre et est limitrophe du département du Nord. À vol d'oiseau, la commune se trouve à 13 km à l'est de Calais (aire d'attraction et chef-lieu d'arrondissement), 21 km à l'ouest de Dunkerque, 29 km au nord-ouest de Saint-Omer, 81 km de Lille et 92 km d'Arras.
Le territoire de la commune est limitrophe de ceux de huit communes dont deux, Grand-Fort-Philippe et Gravelines, dans le département du Nord.
Les communes limitrophes sont Nouvelle-Église, Vieille-Église, Saint-Omer-Capelle, Saint-Folquin, Gravelines, Grand-Fort-Philippe, Marck et Offekerque.

### Géologie et relief

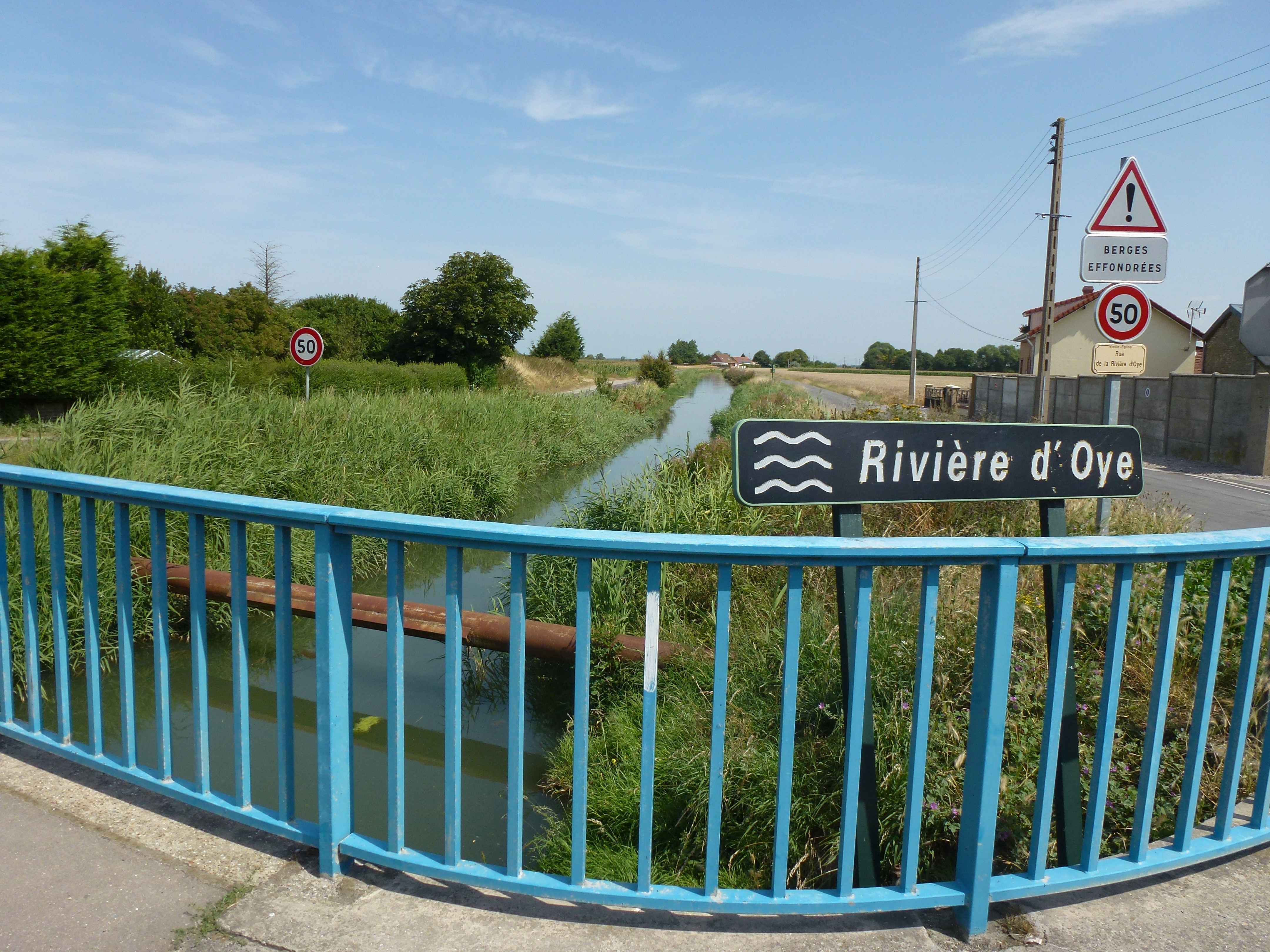
La Rivière d'Oye, entre Oye-Plage et Vieille-Église.

La superficie de la commune est de 33,86 km2 ; son altitude varie de 0  à   15 m.
Le sol superficiel est composé de dépôts sédimentaires marins récents datant de l'Holocène. Le territoire, qui correspondait à l'ancien delta de l'Aa, était submergé jusqu'au IXe siècle environ. La plus grande partie est à moins de 4 mètres au-dessus du niveau de la mer, avec une altitude maximum de 15 mètres dans les dunes littorales. La commune est bordée de 9 km de plages, qui en font le littoral le plus étendu des communes de l'ancienne région Nord-Pas-de-Calais. Les plages des Écardines, à l'est, et des Hemmes d’Oye, à l'ouest, sont bordées de dunes.

### Hydrographie
Le territoire de la commune est situé dans le bassin Artois-Picardie.
Le territoire d'Oye-Plage est parcouru de nombreux fossés de drainage dont les six watringues ou watergangs, les watergangs  les plus importants sont le watergang des Grandes Hemmes, le watergang du Nord, le watergang du Sud, ces deux derniers reliés par le watergang des Dix Censes. La rivière d'Oye, qui prend sa source à Marck et se jette dans l'Aa canalisée à Gravelines après un parcours de 13,5 km, forme la limite entre les communes d'Oye-Plage, au nord, et Offekerque, Nouvelle-Église, Vieille-Église et Saint-Omer-Capelle au sud.

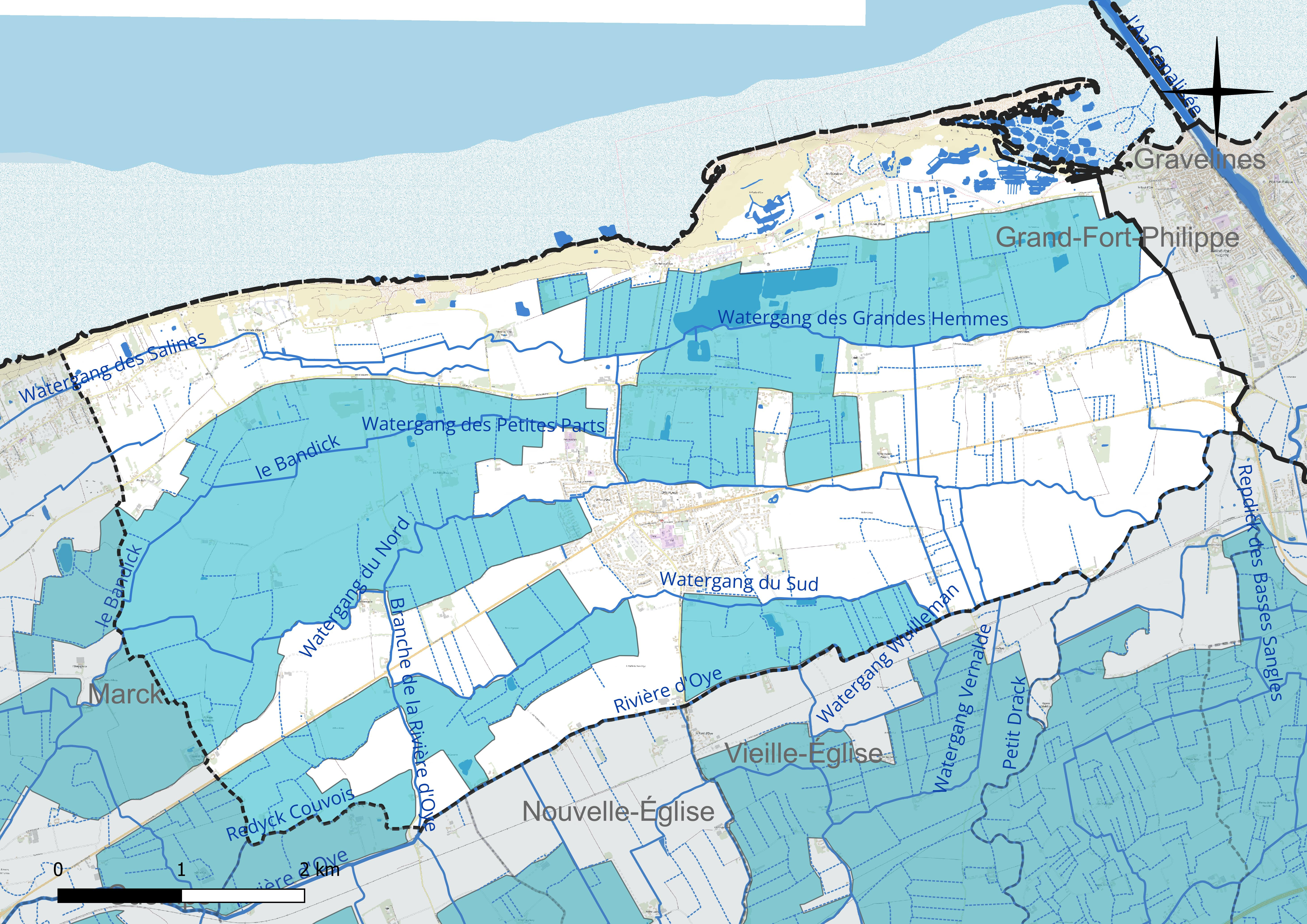
Réseau hydrographique d'Oye-Plage.

### Climat
Pour des articles plus généraux, voir Climat des Hauts-de-France et Climat du Nord-Pas-de-Calais.
En 2010, le climat de la commune est de type climat océanique altéré, selon une étude du CNRS s'appuyant sur une série de données couvrant la période 1971-2000. En 2020, Météo-France publie une typologie des climats de la France métropolitaine dans laquelle la commune est exposée à un climat océanique et est dans la région climatique Côtes de la Manche orientale, caractérisée par un faible ensoleillement (1 550 h/an) ; forte humidité de l’air (plus de 20 h/jour avec humidité relative > 80 % en hiver), vents forts fréquents.
Pour la période 1971-2000, la température annuelle moyenne est de 10,8 °C, avec une amplitude thermique annuelle de 13,5 °C. Le cumul annuel moyen de précipitations est de 743 mm, avec 12,2 jours de précipitations en janvier et 7,7 jours en juillet. Pour la période 1991-2020, la température moyenne annuelle observée sur la station météorologique la plus proche, située sur la commune de Marck à 7 km à vol d'oiseau, est de 11,0 °C et le cumul annuel moyen de précipitations est de 737,1 mm,. Pour l'avenir, les paramètres climatiques de la commune estimés pour 2050 selon différents scénarios d'émission de gaz à effet de serre sont consultables sur un site dédié publié par Météo-France en novembre 2022.

### Paysages
Pour un article plus général, voir Paysage en France.
La commune s'inscrit dans les « paysages des dunes de la mer du Nord » tels qu’ils sont définis dans l’atlas de paysages de la région Nord-Pas-de-Calais, conçu par la direction régionale de l'Environnement, de l'Aménagement et du Logement (DREAL),.
Ces paysages concernent 23 communes du Nord et du Pas-de-Calais avec trois pôles d’attraction que sont Calais à l'ouest et Dunkerque à l’est et, dans une moindre mesure, Gravelines au centre où se trouve le delta du fleuve côtier l’Aa. On y distingue trois parallèles : la frange côtière avec son cordon dunaire ; l'ancienne route nationale 1 et l'Autoroute A16.
Ces paysages sont composés d’un cordon dunaire de 60 km typique des paysages nordiques et que l’on retrouve aux Pays-Bas et en Belgique. Ce cordon littoral datant du VIIIe siècle s’est constitué durant la dernière transgression marine et joue un rôle de digue en protégeant la plaine maritime de l’invasion de la mer. Sa taille n’excède pas, en largeur, quelques centaines de mètres et, en hauteur, une dizaine de mètres.
Une particularité de ces paysages est la présence de moëre (marais en flamand), point le plus bas du territoire français, avec une altitude de - 4 m. leur assèchement est entrepris dès 1619 par 23 moulins à vent qui vont pomper l’eau et l’acheminer vers la mer par des watringues. Ces polders, terres gagnées sur la mer,  ainsi constitués sont les plus anciens de l’Europe du Nord.
Les cultures ne représentent que 35 % de ces paysages des dunes de la mer du Nord.
Concernant l'activité humaine, à l’ouest de ces paysages se trouve : la région de Calais, avec le tunnel sous la Manche et l'activité portuaire de Calais tournée vers l’Angleterre ; à l’est, la zone urbaine de Dunkerque et ses installations portuaires et, au centre, la zone de Gravelines avec son port de plaisance et sa centrale nucléaire.
Sur le plan de la biodiversité, on y observe de nombreux déplacements d’oiseaux marins, côtiers ou terrestres ainsi que des phoques veau-marin installés sur les bancs de sable.

### Milieux naturels et biodiversité

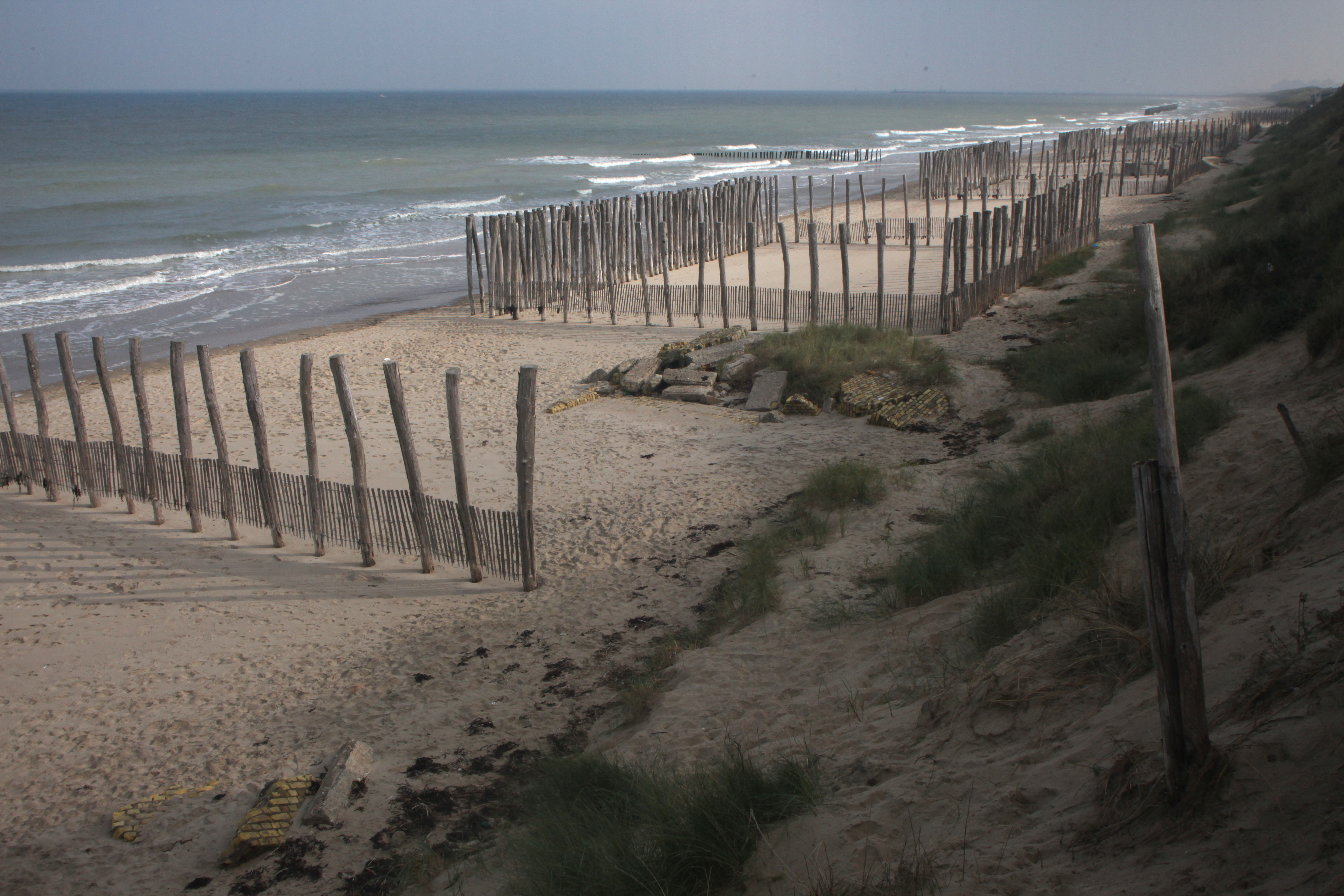
Épis et casiers à sable, réserve du Platier d'Oye.

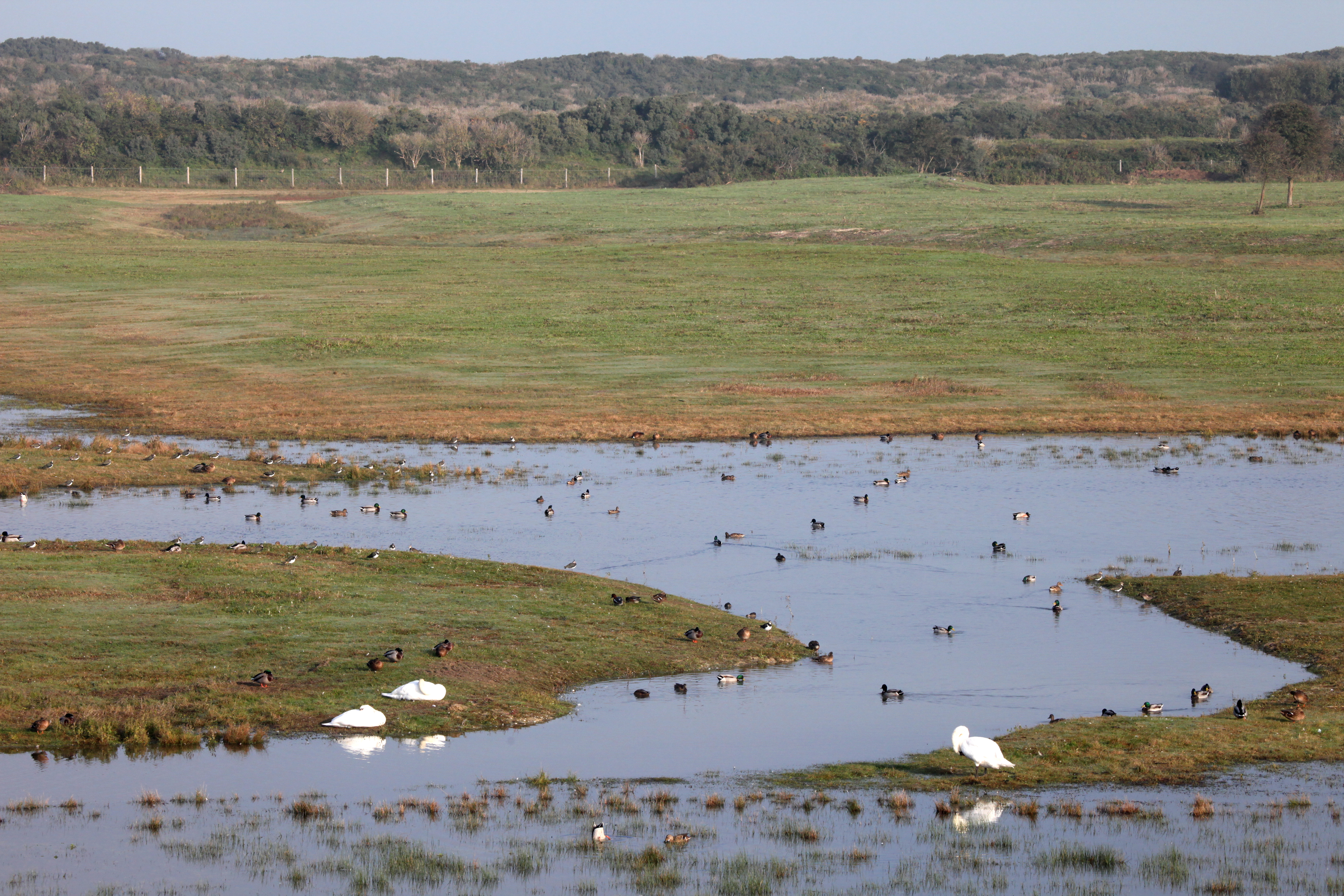
Le Platier d'Oye : mares devant l'observatoire

Une partie du territoire a été récemment gagnée sur la mer par accrétion de sable et vases (actuelle réserve naturelle nationale du Platier d'Oye, propriété du Conservatoire du littoral, gérée par délégation par le syndicat mixte Eden 62). Selon une étude de la Dréal, une zone de huttes de chasse, au sud de l'embouchure de l'Aa, ainsi qu'une partie basse du territoire communal (quartier des Escardines) sont potentiellement menacés de submersion marine (en 15 min en cas d’événement centennal).
Une autre partie est un polder construit il y a plusieurs siècles. Les archives récentes conservent la mémoire de la tempête de 1953 qui avait rompu la « digue Taaf » (qui date du XVIIIe siècle et porte le nom de la première des quatre anciennes salines Taaf qu'on rejoignait à partir des fortifications par un chemin sur digue), permettant à la mer d'envahir une partie de la commune. Et la « digue de 1925 » est également vulnérable en cas de tempête avec surcote[réf. nécessaire].
Au XIXe siècle, ces digues étaient autrefois protégées par une police spéciale « des digues et des dunes », et faisaient l'objet d'un entretien perpétuel (plantation de piquets, verges et fascines, plantation d'oyats, apports de glaise...) par un des deux cantonniers (également préposés à leur garde). Leur salaire et les travaux complémentaires étaient financés par des cotisations obligatoires payées par les propriétaires du polder ainsi protégés de la mer, selon le degré de protection dont ils bénéficiaient. Il était interdit, sous peine d'amende, d'y « couper ou arracher aucune herbe » (sauf pour les ayants droit), d'y faire « des fouilles et enlèvement de sable », d'y entretenir des lapins et d'y faire passer des voitures, des chevaux et du bétail.

#### Espaces protégés et gérés
La protection réglementaire est le mode d’intervention le plus fort pour préserver des espaces naturels remarquables et leur biodiversité associée.
Dans ce cadre, on trouve trois espaces protégés (hors Natura 2000) sur le territoire de la commune : 
- les hemmes de marck, d'une superficie de 146,774 ha, un terrain géré (location, convention de gestion) par le Conservatoire d'espaces naturels des Hauts-de-France[21] ;
- Le platier D'Oye, terrain acquis par le Conservatoire du littoral, d'une superficie de 210 ha[22] ;
- la réserve naturelle nationale du Platier d'Oye (RNN), d'une superficie officielle de 391 ha. C'est la première zone d’alimentation sur la côte Manche/Mer du Nord rencontrée par les migrateurs en provenance de Scandinavie. En toutes saisons, de nombreux oiseaux (canards, hérons, spatules…) sont présents sur l’ensemble de la réserve naturelle[23],[24].

#### Zone naturelle d'intérêt écologique, faunistique et floristique
L’inventaire des zones naturelles d'intérêt écologique, faunistique et floristique (ZNIEFF) a pour objectif de réaliser une couverture des zones les plus intéressantes sur le plan écologique, essentiellement dans la perspective d’améliorer la connaissance du patrimoine naturel national et de fournir aux différents décideurs un outil d’aide à la prise en compte de l’environnement dans l’aménagement du territoire.
Le territoire communal comprend une ZNIEFF de type 1 : le platier d’Oye et la plage du Fort Vert. ZNIEFF exceptionnel d’intérêt européen, tant pour ses particularités géomorphologiques qu’écologiques, unique en France et particulièrement représentatif de la poldérisation naturelle ancienne et actuelle de la plaine maritime flamande entre Calais et Dunkerque.

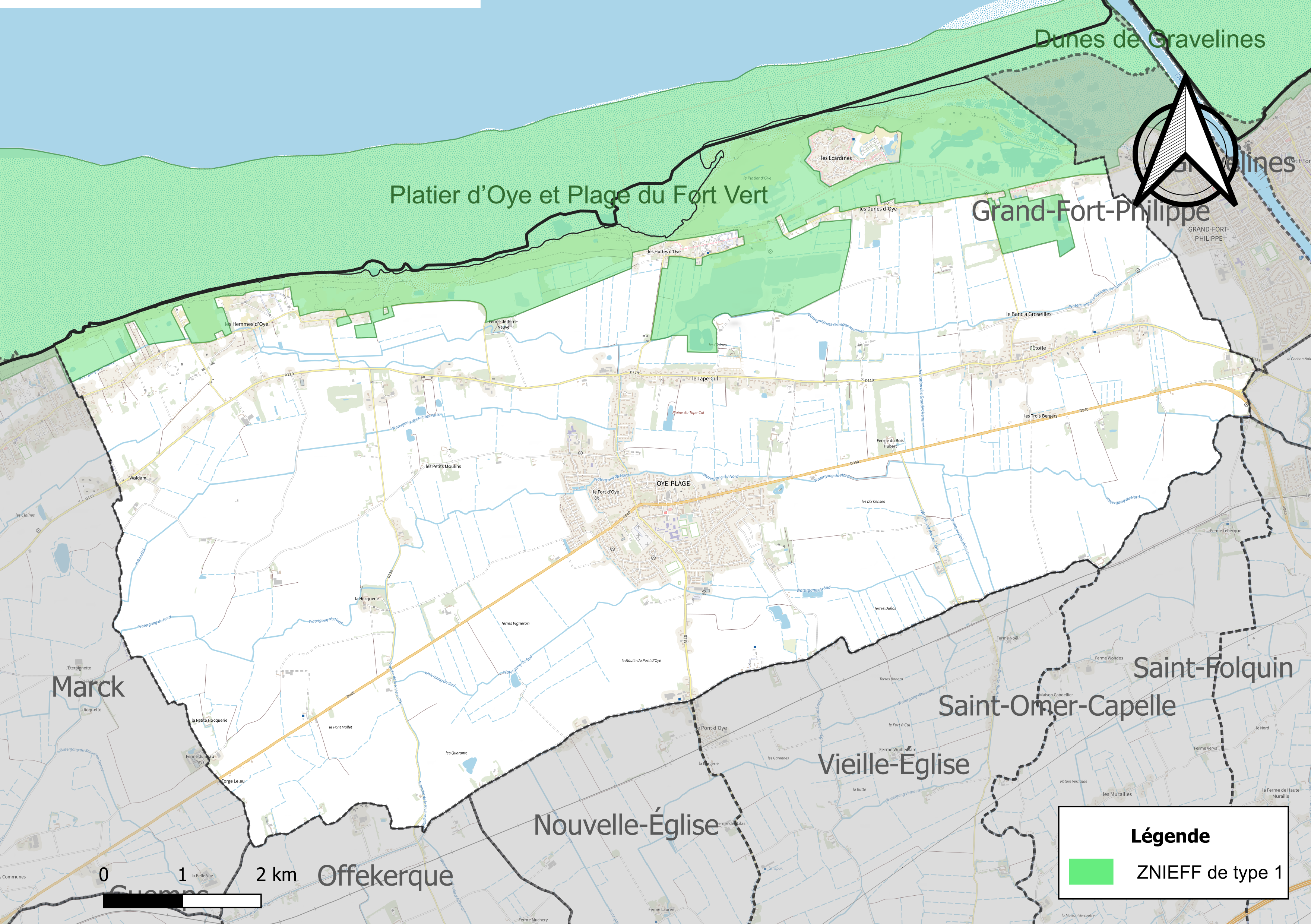
Carte de la ZNIEFF sur la commune.

#### Site Natura 2000
Le réseau Natura 2000 est un réseau écologique européen de sites naturels d’intérêt écologique élaboré à partir des directives « habitats » et « oiseaux ». Ce réseau est constitué de zones spéciales de conservation (ZSC) et de zones de protection spéciale (ZPS). Dans les zones de ce réseau, les États membres s'engagent à maintenir dans un état de conservation favorable les types d'habitats et d'espèces concernés, par le biais de mesures réglementaires, administratives ou contractuelles.
Sur la commune, un site Natura 2000 de type A est défini en zone de protection spéciale : le platier d'Oye, d’une superficie de 353 ha et d'une altitude variant de 0  à   13 mètres.

#### Espèces faunistiques et floristiques
L’Inventaire national du patrimoine naturel (INPN) recense plusieurs espèces faunistiques et floristiques sur le territoire de la commune dont certaines sont protégées et d’autres menacées et quasi-menacées.

## Urbanisme

### Typologie
Au 1er janvier 2024, Oye-Plage est catégorisée bourg rural, selon la nouvelle grille communale de densité à sept niveaux définie par l'Insee en 2022.
Elle appartient à l'unité urbaine d'Oye-Plage, une unité urbaine monocommunale constituant une ville isolée,. Par ailleurs la commune fait partie de l'aire d'attraction de Calais, dont elle est une commune de la couronne,. Cette aire, qui regroupe 45 communes, est catégorisée dans les aires de 50 000 à moins de 200 000 habitants,.
La commune, bordée par la Manche, est également une commune littorale au sens de la loi du 3 janvier 1986, dite loi littoral. Des dispositions spécifiques d’urbanisme s’y appliquent dès lors afin de préserver les espaces naturels, les sites, les paysages et l’équilibre écologique du littoral, tel le principe d'inconstructibilité, en dehors des espaces urbanisés, sur la bande littorale des 100 mètres, ou plus si le plan local d’urbanisme le prévoit.

### Occupation des sols
L'occupation des sols de la commune, telle qu'elle ressort de la base de données européenne d’occupation biophysique des sols Corine Land Cover (CLC), est marquée par l'importance des territoires agricoles (85,2 % en 2018), en diminution par rapport à 1990 (88 %). La répartition détaillée en 2018 est la suivante : 
terres arables (75,5 %), zones urbanisées (7,2 %), zones agricoles hétérogènes (6,7 %), milieux à végétation arbustive et/ou herbacée (3,4 %), prairies (3 %), forêts (1,8 %), eaux continentales (1,5 %), zones humides intérieures (0,7 %), zones humides côtières (0,2 %). L'évolution de l’occupation des sols de la commune et de ses infrastructures peut être observée sur les différentes représentations cartographiques du territoire : la carte de Cassini (XVIIIe siècle), la carte d'état-major (1820-1866) et les cartes ou photos aériennes de l'IGN pour la période actuelle (1950 à aujourd'hui).

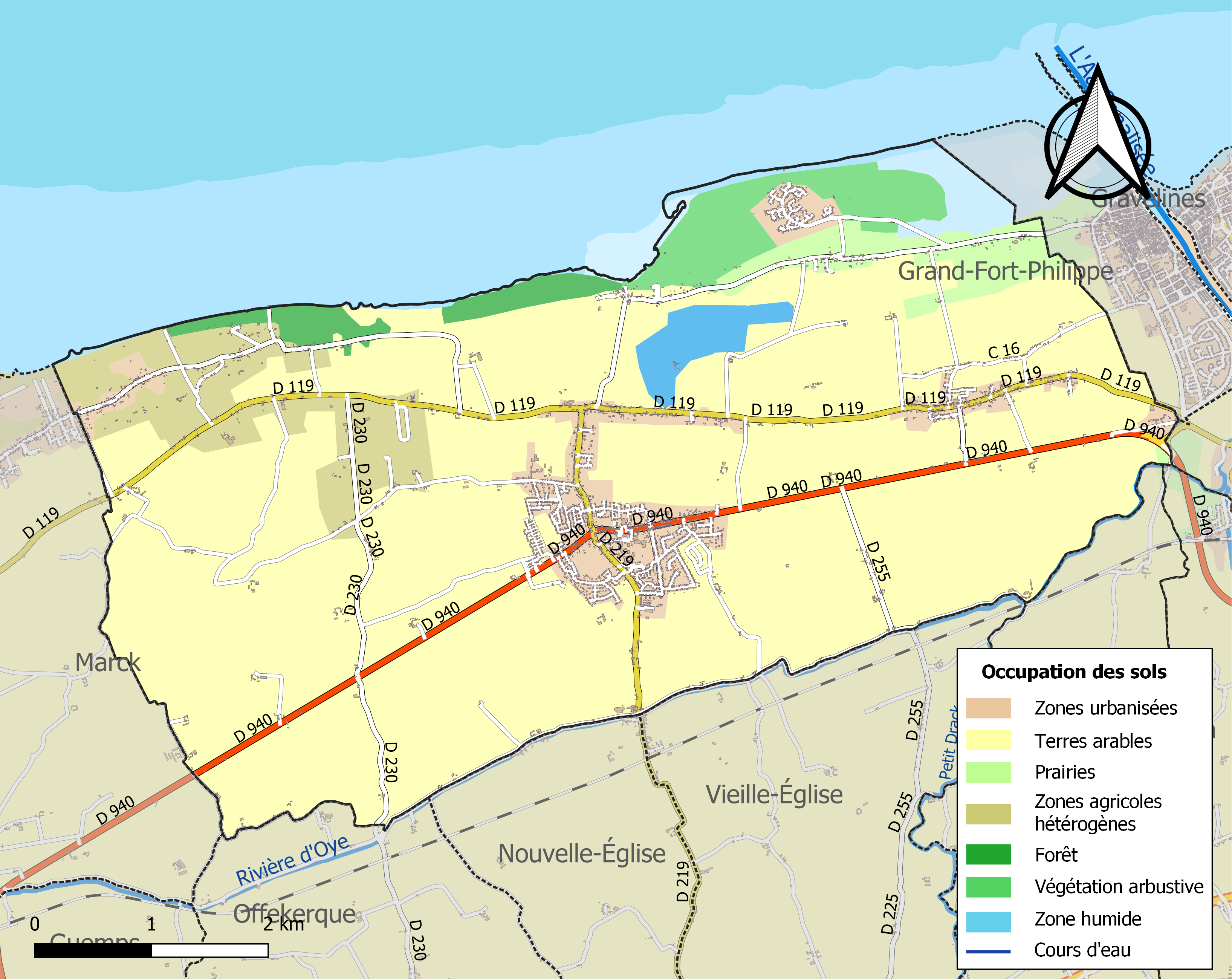
Carte des infrastructures et de l'occupation des sols de la commune en 2018 (CLC).

### Logement
En 2021, le nombre total de logements dans la commune était de 2 640, alors qu'il était de 2 497 en 2015 et de 2 313 en 2010
, soit une progression du nombre total de logements de 14,1 % depuis 2010.
Parmi ces 2 640 logements, 87,8 % étaient des résidences principales, (soit 2 317 logements), 5,7 % des résidences secondaires et 6,5 % des logements vacants. Ces logements étaient pour 92,6 % d'entre eux des maisons individuelles et pour 5,7 % des appartements.
Sur les 2 317 résidences principales, 71,5 % sont occupées par des propriétaires, 26,3 % par des locataires et 2,2 % par des personnes logées gratuitement.
Le tableau ci-dessous présente la typologie des logements à Oye-Plage en 2021 en comparaison avec celle du Pas-de-Calais et de la France entière. Une caractéristique marquante du parc de logements est ainsi la faible proportion des résidences secondaires et logements occasionnels (5,7 %) par rapport au département (6,5 %) et à la France entière (9,7 %) ainsi que d'une proportion de logements vacants (6,5 %) inférieure à celle du département (7,3 %) et de la France entière (8,1 %).
| Typologie                                               | Oye-Plage | Pas-de-Calais | France entière |
| ------------------------------------------------------- | --------- | ------------- | -------------- |
| Résidences principales (en %)                           | 87,8      | 86,1          | 82,2           |
| Résidences secondaires et logements occasionnels (en %) | 5,7       | 6,5           | 9,7            |
| Logements vacants (en %)                                | 6,5       | 7,3           | 8,1            |

### Voies de communication et transports
La ville est située au nord de l'autoroute A16, accessible par l'échangeur no 50, et à proximité des autoroutes A25 et A26, du tunnel sous la Manche et du terminal des ferries de Calais. La commune est traversée d'est en ouest par les routes départementales 119 et 940, qui relient Calais et Dunkerque, et du nord au sud par la route départementale 219 vers Audruicq.
La ligne TER Nord-Pas-de-Calais no 9 Calais - Dunkerque traverse le territoire communal, mais sans gare ni halte.

### Risques naturels et technologiques
Oye-Plage est à moins de 8 km de la centrale nucléaire de Gravelines, à vol d'oiseau.

#### Risque inondation
À la suite du passage des tempêtes Ciarán, Domingos et Elisa et des inondations et coulées de boue qui se sont produites, la commune est reconnue, par arrêté du 14 novembre 2023, en état de catastrophe naturelle pour inondations et coulées de boue sur la période du 2 au 12 novembre 2023, comme 179 autres communes du département.

## Toponymie
Le nom de la localité est attesté sous les formes Ogia au VIIIe siècle ; Oia, Oya en 1084 ; Hoya en 1117 ; Oium en 1147 ; Hoie en 1193 ; Oie en 1229 ; Hoia en 1294 ; Oye en 1301 ; Oye en 1793 ; Oye en 1801 et Oye-Plage depuis 1913.
Oye-Plage, l'ancienne Villa-Oya du latin médiéval des chartes du Moyen Âge, a une origine très ancienne et est mentionnée sous la forme Ogia au VIIIe siècle. Son nom, qui veut dire « île » ou par extension « prairie humide » (augia, du germanique *aujō < *aʒwjō « (chose) sur de l'eau ou dans l'eau » cf. latin aqua, eau), rappelle qu'une partie de son actuel territoire formait autrefois une île insubmersible quand les grandes marées envahissaient le golfe de Watten. En 1913, époque où apparaît la mode des bains de mer, Oye prend le nom de Oye-Plage sur décision du conseil municipal.
Ooie en flamand.
Le gentilé Ansérien, dérivé savant du latin anser « oie », est fondé sur une étymologie fantaisiste. En effet, il repose sur une explication erronée de Oye d'après le français oie, mot issu du latin populaire *auca. Ce dernier a d'ailleurs régulièrement donné oe, oue en ancien français et non pas *oye / oie qui représente une altération tardive apparue dans l'est de la France par étymologie populaire d'après oi-seau, oi-son.

## Histoire
Cette commune n'a pas gardé beaucoup de souvenirs du passé. Dépendant du comté de Boulogne au temps des vicomtes d'Oye jusqu'en 1259, Oye appartint aux comtes d'Artois jusqu'en 1346, aux Anglais jusqu'en 1558 et aux rois de France depuis cette date, sous le nom de terre et comté d'Oye.
Le village a donné son nom à une famille de nobles :
- Vers 1170, Eustache d'Oye, fait partie de la cour de Baudouin II de Guînes, comte de Guînes. Celui-ci tient à cette date une cour plénière et solennelle à Guînes. Eustache est un des plèges (cautions) avec d'autres seigneurs, de la dîme qu'Adolphe d'Alès engagea à Pierre abbé de l'abbaye Saint-Médard d'Andres moyennant un prix de 85 marcs d'argent. Baudouin II tient cette assemblée en tant que protecteur et avoué de l'abbaye d'Andres, le jour où Henry de Campagne (Campagne-les-Guînes) devait combattre à Guînes contre le champion de Baudouin de Campagne son frère[39].
- En 1309, Mathilde, veuve de Jean Stextasin d'Oye, reconnait devant les échevins de Gravelines, devoir à l'abbaye Notre-dame de Bourbourg une somme de 60 livres parisis de bon argent[40].
- Le 27 mars 1626, sont données à Madrid des lettres de chevalerie pour Charles d'Oye, seigneur de Ruchefay (Rougefay?), qui a servi pendant de nombreuses années. À cette date, il est grand bailli (représentant du roi, en l'occurrence du roi d'Espagne, comte de Flandre) de Dunkerque, Gravelines, Bergues Saint-Winock (ancien nom de Bergues), Bourbourg. Son père François d'Oye, seigneur de Ruchefay, était capitaine au régiment du marquis de Warembon, et issu de noble et ancienne famille des comtes d'Oye, du royaume de France, alliée aux Dixmude, Saint-Omer, (maison de Saint-Omer), Courteville, etc.[38].

Les Vikings y débarquent en 879 pour dévaster la Morinie. Son port, peu à peu ensablé, est définitivement bouché au XVIIIe siècle.
Dans le but d'assiéger Calais en 1436 (siège de Calais), l'armée du duc de Bourgogne Philippe le Bon prend la forteresse d'Oye le 22 juin 1436.
C'est au château d'Oye que se tient le 6 juillet 1439 une conférence pour la paix entre la France et l'Angleterre.
Il ne reste rien du château et des forts adjacents qui avaient pour mission de barrer la route aux Flamands d'abord et aux Espagnols ensuite.
Dans l'église, consacrée à saint Médard, sont inhumés les grands d'Angleterre tués pendant le siège de Calais en 1346, et les morts de distinction de l'armée française tués lors du siège de Calais et de la bataille de Gravelines en 1558.
Seul témoin du passé, la tour de l'église, restaurée en 1953, est construite par les Anglais en 1553 sous le règne de Marie Tudor.
Pendant la période où Calais est occupée par les Anglais (1347-1558), la terre d'Oye fait partie de la base de ravitaillement de la ville et le fort d'Oye est un de ceux qui protègent la ville avec celui de Marck. Mais elle n'échappe pas aux incursions françaises qui la ravagent, comme en 1546 lorsque la France souhaite réagir à la prise de Boulogne-sur-Mer (Siège de Boulogne-sur-Mer (1544).

### Époque contemporaine

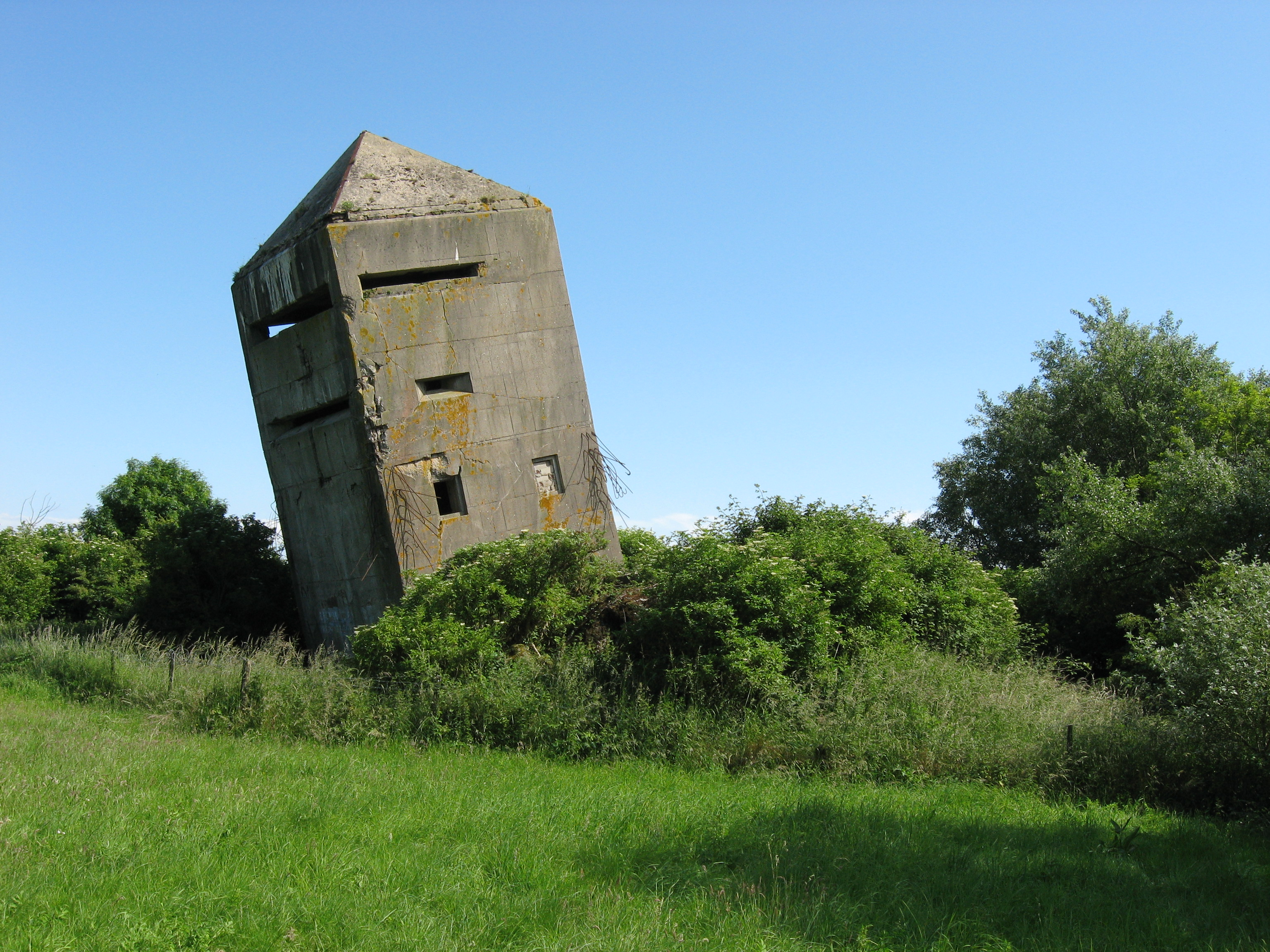
La « Tour penchée », ancien vestige des fortifications allemandes

En 1872 une station de chemin de fer est créée au Pont d’Oye. Au début du XXe siècle Oye bénéficie de la mode des bains de mer : on y construit un casino, des villas et des établissements destinés à l'accueil des touristes.
Pendant la Première Guerre mondiale, le hameau du Pont d'Oye dépend du commandement d'étapes ayant son siège à Saint-Folquin (élément de l'armée organisant le stationnement de troupes, comprenant souvent des chevaux, pendant un temps plus ou moins long, sur les communes dépendant du groupement, en arrière du front). En juin 1917, Oye-Plage dépend également du commandement d'étapes de Gravelines.
À partir de 1942, les habitations du littoral ainsi que le casino sont détruits dans le but d'y édifier des blockhaus pour fortifier la côte contre un débarquement des forces alliées
.
Oye-Plage est libérée le 6 septembre 1944 par des troupes du Toronto Scottish Regiment. Avant d'abandonner la ville, les Allemands font sauter les blockhaus, mais l'un d'eux résiste, les charges étant insuffisantes : il est devenu « la Tour penchée ». Construit en forme de clocher, il était destiné à servir de leurre pour les bombardements ennemis, qui pouvaient le confondre avec le clocher du village.
Par arrêté préfectoral du 20 décembre 2016, la commune est détachée le 1er janvier 2017 de l'arrondissement de Saint-Omer pour intégrer l'arrondissement de Calais.

## Politique et administration

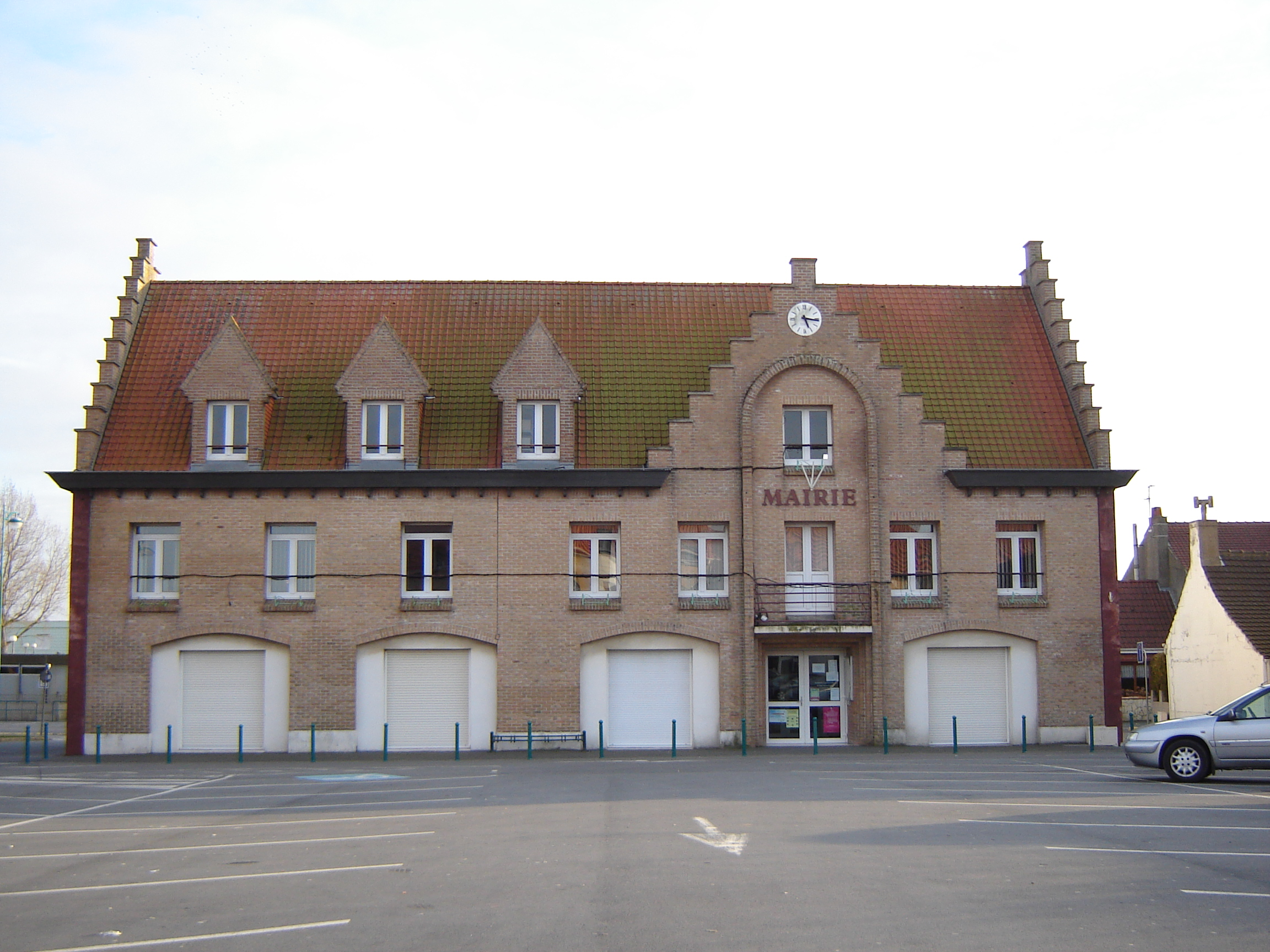
La mairie.

### Découpage territorial
La commune se trouve dans l'arrondissement de Calais du département du Pas-de-Calais, de 1801 à 2016 elle se trouvait dans l'arrondissement de Saint-Omer.

#### Commune et intercommunalités
La commune est associée avec quatorze autres communes dans la communauté de communes de la Région d'Audruicq, dont elle est la plus peuplée. Cette communauté de communes regroupe 15 communes et totalise 28 077 habitants en 2021.

#### Circonscriptions administratives
La commune fait partie du canton de Marck, dont le bureau centralisateur est à Marck.

#### Circonscriptions électorales
Pour l'élection des députés, la commune fait partie de la septième circonscription du Pas-de-Calais.

### Élections municipales et communautaires

#### Élections municipales 2020
- Maire sortant : Olivier Majewicz (DVG)
- 29 sièges à pourvoir au conseil municipal (population légale 2017 : 5 373 habitants)
- 6 sièges à pourvoir au conseil communautaire (CC de la Région d'Audruicq)

| Tête de liste            | Tête de liste     | Liste | Premier tour | Premier tour | Sièges | Sièges |
| Tête de liste            | Tête de liste     | Liste | Voix         | %            | CM     | CC     |
| ------------------------ | ----------------- | ----- | ------------ | ------------ | ------ | ------ |
|                          | Olivier Majewicz  | DVG   | 1 543        | 79,33        | 26     | 6      |
|                          | Jacques Delgrange |       | 402          | 20,66        | 3      | 0      |
|                          |                   |       |              |              |        |        |
| Votes valides            |                   |       |              |              |        |        |
| Votes blancs             |                   |       |              |              |        |        |
| Votes nuls               |                   |       |              |              |        |        |
| Total                    | Total             | Total |              | 100          |        |        |
| Abstention               |                   |       |              |              |        |        |
| Inscrits / participation |                   |       |              |              |        |        |

#### Liste des maires
| Période                                  | Période                    | Identité             | Étiquette   | Qualité |
| ---------------------------------------- | -------------------------- | -------------------- | ----------- | --- |
| Les données manquantes sont à compléter. |                            |                      |             | |
| 1806                                     | 1807                       | Bernard Trouille     |             | |
| 1807                                     | 1816                       | Jean Antoine Gresset |             | |
| 1816                                     | 1823                       | Jacques Marc Sergent |             | |
| Les données manquantes sont à compléter. |                            |                      |             | |
| ca. 1963                                 |                            | Hector Dubuis        |             | |
| mars 1971                                | maire en 1990              | Michel Louf          |             | Cultivateur, maire honoraire |
| mars 2001                                | mars 2008                  | Jean-Louis Richebé   | DVD         | Médecin |
| mars 2008                                | En cours (au 10 juin 2020) | Olivier Majewicz     | PS puis DVG | Professeur de lycée Conseiller général d'Audruicq (2004 → 2015) Vice-président de la CC de la Région d'Audruicq Réélu pour le mandat 2014-2020 Réélu pour le mandat 2020-2026 |

### Instances de démocratie participative
La commune est dotée d'un conseil municipal des jeunes.

### Jumelages
La commune est jumelée avec :
| Ville | Ville          | Pays | Pays        | Période     |
| ----- | -------------- | ---- | ----------- | ----------- |
|       | Capel-le-Ferne |      | Royaume-Uni | depuis 1992 |

## Équipements et services publics

### Enseignement
La commune est située dans l'académie de Lille et dépend, pour les vacances scolaires, de la zone B.
La ville administre quatre écoles communales : les écoles maternelles Les Natices et Les Petits Moulins, et les écoles primaires Les Dunes d'Oye (anciennement Les Oyats et Les Sables) et L'Étoile.
Le département gère le collège Les Argousiers.

### Santé
Sur la commune se trouve un établissement d'hébergement pour personnes âgées dépendantes, l'Ehpad Château du Bois, établissement privé commercial.

### Stations-services
Oye plage compte plusieurs stations-services

## Population et société

### Démographie
Les habitants sont appelés les Ansériens.

#### Évolution démographique
L'évolution du nombre d'habitants est connue à travers les recensements de la population effectués dans la commune depuis 1793. Pour les communes de moins de 10 000 habitants, une enquête de recensement portant sur toute la population est réalisée tous les cinq ans, les populations de référence des années intermédiaires étant quant à elles estimées par interpolation ou extrapolation. Pour la commune, le premier recensement exhaustif entrant dans le cadre du nouveau dispositif a été réalisé en 2004.

En 2022, la commune comptait 5 716 habitants, en évolution de +8,67 % par rapport à 2016 (Pas-de-Calais : −0,72 %, France hors Mayotte : +2,11 %).
| 1793  | 1800  | 1806  | 1821  | 1831  | 1836  | 1841  | 1846  | 1851  |
| ----- | ----- | ----- | ----- | ----- | ----- | ----- | ----- | ----- |
| 1 629 | 1 193 | 1 336 | 1 549 | 1 510 | 1 638 | 1 759 | 1 818 | 1 894 |

| 1856  | 1861  | 1866  | 1872  | 1876  | 1881  | 1886  | 1891  | 1896  |
| ----- | ----- | ----- | ----- | ----- | ----- | ----- | ----- | ----- |
| 1 895 | 1 867 | 1 919 | 1 922 | 1 898 | 1 943 | 2 067 | 2 379 | 2 527 |

| 1901  | 1906  | 1911  | 1921  | 1926  | 1931  | 1936  | 1946  | 1954  |
| ----- | ----- | ----- | ----- | ----- | ----- | ----- | ----- | ----- |
| 2 612 | 2 811 | 2 829 | 2 655 | 2 592 | 2 525 | 2 633 | 2 543 | 2 933 |

| 1962  | 1968  | 1975  | 1982  | 1990  | 1999  | 2004  | 2006  | 2009  |
| ----- | ----- | ----- | ----- | ----- | ----- | ----- | ----- | ----- |
| 3 014 | 3 008 | 2 482 | 4 479 | 5 678 | 5 882 | 5 707 | 5 714 | 5 475 |

| 2014  | 2019  | 2022  | - | - | - | - | - | - |
| ----- | ----- | ----- | - | - | - | - | - | - |
| 5 371 | 5 583 | 5 716 | - | - | - | - | - | - |

#### Pyramide des âges
En 2018, le taux de personnes d'un âge inférieur à 30 ans s'élève à 35,4 %, soit en dessous de la moyenne départementale (36,7 %). À l'inverse, le taux de personnes d'âge supérieur à 60 ans est de 25,5 % la même année, alors qu'il est de 24,9 % au niveau départemental.
En 2018, la commune comptait 2 715 hommes pour 2 763 femmes, soit un taux de 50,44 % de femmes, légèrement inférieur au taux départemental (51,50 %).
Les pyramides des âges de la commune et du département s'établissent comme suit.
| Hommes | Classe d’âge | Femmes |
| ------ | ------------ | ------ |
| 0,4    | 90 ou +      | 1,1    |
| 4,4    | 75-89 ans    | 5,8    |
| 19,6   | 60-74 ans    | 19,6   |
| 20,1   | 45-59 ans    | 20,4   |
| 18,6   | 30-44 ans    | 19,2   |
| 18,0   | 15-29 ans    | 14,5   |
| 18,9   | 0-14 ans     | 19,5   |

| Hommes | Classe d’âge | Femmes |
| ------ | ------------ | ------ |
| 0,5    | 90 ou +      | 1,6    |
| 5,6    | 75-89 ans    | 8,9    |
| 16,7   | 60-74 ans    | 18,1   |
| 20,2   | 45-59 ans    | 19,2   |
| 18,9   | 30-44 ans    | 18,1   |
| 18,2   | 15-29 ans    | 16,2   |
| 19,9   | 0-14 ans     | 17,9   |

### Sports et loisirs

#### Pistes cyclables
La piste cyclable « La Vélomaritime », partie côtière française de la « Véloroute de l’Europe - EuroVelo 4 », qui relie Roscoff en France à Kiev en Ukraine sur 5 100 km, traverse la commune, en venant de Marck pour desservir Gravelines,.

#### Sentier pédestre
Le sentier de grande randonnée GR 120 ou GR littoral (partie du sentier européen E9 allant du Portugal à l'Estonie), appelé aussi sentier des douaniers, traverse la commune en longeant la côte.

#### Tir sportif
La commune accueille un club de tir, la "Détente Ansérienne" qui compte 235 adhérents en 2023 (250 adhérents en 2019) et qui est, à cette date, présidée par Christophe Liénard.

### Cultes
Pour le culte catholique, le doyenné du Calaisis, rattaché au diocèse d'Arras, inclut la paroisse « Saint Bertin des Plaines de l'Oye » dont le lieu de culte à Oye-Plage est l'église Saint-Médard.

## Économie

### Revenus de la population et fiscalité
En 2021, la commune compte 2 332 ménages fiscaux, regroupant 5 747 personnes.
Le revenu fiscal médian par ménage, le taux de pauvreté des ménages et la part des ménages fiscaux imposés de la commune, du département du Pas-de-Calais et de la métropole sont les suivants :
- le revenu fiscal médian par ménage de la commune est de 23 020 €, supérieur à celui du département du Pas-de-Calais (20 720 €) et légèrement inférieur à celui de la France métropolitaine (23 080 €)[Insee 13],[Insee 14],[Insee 15] ;
- le taux de pauvreté des ménages de la commune est de 12 %, de 18,4 % au niveau du département et de 14,9 % au niveau de la métropole[Insee 16],[Insee 17],[Insee 18] ;
- la part des ménages fiscaux imposés dans la commune est de 54 %, de 44,1 % au niveau du département et de 53,4 % au niveau de la métropole[Insee 13],[Insee 14],[Insee 15].

### Emploi
|                       | 2010   | 2015   | 2021   |
| --------------------- | ------ | ------ | ------ |
| Commune               | 12,6 % | 14,2 % | 13,6 % |
| Département           | 11,3 % | 13,7 % | 11,2 % |
| France métropolitaine | 11,6 % | 13,7 % | 11,7 % |

En 2021, la population âgée de 15 à 64 ans s'élève à 3 562 personnes, parmi lesquelles on compte 70,6 % d'actifs (61,0 % ayant un emploi et 9,6 % de chômeurs) et 29,4 % d'inactifs,. En 2021, le taux de chômage communal (au sens du recensement) des 15-64 ans est supérieur à celui du département et supérieur à celui de la France métropolitaine.
La commune fait partie de la couronne de l'aire d'attraction de Calais, du fait qu'au moins 15 % des actifs travaillent dans le pôle,. Elle compte 620 emplois en 2021, contre 642 en 2015 et 629 en 2010. Le nombre d'actifs ayant un emploi résidant dans la commune est de 2 193, soit un indicateur de concentration d'emploi de 28,3 et un taux d'activité parmi les 15 ans ou plus de 55,2 %.
Sur ces 2 193 actifs de 15 ans ou plus ayant un emploi, 313 travaillent dans la commune, soit 14 % des habitants. Pour se rendre au travail, 88,7 % des habitants utilisent une voiture, un camion ou une fourgonnette, 3,6 % les transports en commun, 3,9 % s'y rendent en deux-roues motorisé, à vélo ou à pied et 3,8 % n'ont pas besoin de transport (travail au domicile).

### Entreprises et commerces

#### Activités hors agriculture
220 établissements marchands non agricoles sont économiquement actifs en 2022 à Oye-Plage,,.
| Secteur d'activité                                                                                        | Commune | Commune | Département |
| Secteur d'activité                                                                                        | Nombre  | %       | %           |
| --- | ------- | ------- | ----------- |
| Ensemble                                                                                                  | 220     | 100 %   | (100 %)     |
| Industrie manufacturière, industries extractives et autres                                                | 13      | 5,9 %   | (5,3 %)     |
| Construction                                                                                              | 20      | 9,1 %   | (11,7 %)    |
| Commerce de gros et de détail, transports, hébergement et restauration                                    | 72      | 32,7 %  | (22,5 %)    |
| Information et communication                                                                              | 7       | 3,2 %   | (3,6 %)     |
| Activités financières et d'assurance                                                                      | 9       | 4,1 %   | (5,3 %)     |
| Activités immobilières                                                                                    | 15      | 6,8 %   | (5,7 %)     |
| Activités spécialisées, scientifiques et techniques et activités de services administratifs et de soutien | 21      | 9,5 %   | (20,2 %)    |
| Administration publique, enseignement, santé humaine et action sociale                                    | 41      | 18,6 %  | (15,8 %)    |
| Autres activités de services                                                                              | 22      | 10,0 %  | (9,9 %)     |

Le secteur du commerce de gros et de détail, transports, hébergement et restauration est prépondérant sur la commune puisqu'il représente 32,7 % du nombre total d'établissements de la commune (72 sur les 220 entreprises implantées  à Oye-Plage), contre 22,5 % au niveau départemental, à l'inverse, le secteur des activités spécialisées, scientifiques et techniques et activités de services administratifs et de soutien avec 9,5 % du nombre total d'établissements de la commune est inférieur à celui du département (20,2 %).

#### Agriculture
La commune est dans les « Wateringues », une petite région agricole dans le département du Pas-de-Calais. En 2020, l'orientation technico-économique de l'agriculture  sur la commune est l'exploitation de grandes cultures (hors céréales et oléo-protéagineux). 
|               | 1988  | 2000  | 2010  | 2020  |
| ------------- | ----- | ----- | ----- | ----- |
| Exploitations | 70    | 47    | 28    | 19    |
| SAU (ha)      | 2 435 | 1 948 | 1 611 | 1 211 |

Le nombre d'exploitations agricoles en activité et ayant leur siège dans la commune est passé de 70 lors du recensement agricole de 1988 à 47 en 2000 puis à 28 en 2010 et enfin à 19 en 2020, soit une baisse de 73 % en 32 ans. Le même mouvement est observé à l'échelle du département qui a perdu pendant cette période 65 % de ses exploitations (passant de 16 556 à 5 736),. La surface agricole utilisée sur la commune a également diminué, passant de 2 435 ha en 1988 à 1 211 ha en 2020 (soit - 50 %). Parallèlement la surface agricole utilisée moyenne par exploitation a augmenté, passant de 35 à 64 ha,.

### Tourisme

#### Hôtellerie, camping et autres hébergements collectifs
Au 1er janvier 2025, la commune dispose de huit campings totalisant 469 emplacements, d'un autre type d'hébergement collectif totalisant 64 places de lit et d'aucun hôtel.

## Culture locale et patrimoine

### Lieux et monuments
- La tour Penchée est un blockhaus construit en forme de clocher d'église par les Allemands lors de la Seconde Guerre mondiale. Son but était de tromper les aviateurs anglais qui venaient bombarder des cibles allemandes et utilisaient des repères visuels pour se diriger ; ce faux clocher pouvait être confondu avec celui de la ville, situé quelques kilomètres plus au sud. Depuis la fin de la guerre, on a tenté d'abattre ce bâtiment à l'aide d'explosifs. Cela n'a pas été suffisant. Maintenant la tour est inclinée d'une vingtaine de degrés, d'où son nom.
- L'église Saint-Médard est construite au XVIe siècle par les Anglais, qui possèdent Calais, et elle dépend alors de l'archevêché de Cantorbéry. L'église actuelle est édifiée entre 1863 et 1880, la flèche datant de 1914, mais la tour qui subsiste date de 1553 et est construite sous le règne de Marie Tudor, ce qui en fait la plus vieille construction de la commune et la seule tour anglaise subsistant dans le Calaisis. On ignore si c'est l'ensemble de l'église qui est alors construite, ou si la tour et la flèche sont seulement ajoutées à une église existante[72].
- Le monument aux morts, surmonté d’un Poilu[73], date de 1920, mais l'inauguration officielle a lieu le 22 mai 1921. Il a coûté 22 000 FRF (24 623,72 EUR2023). Installé, à l'origine, dans le cimetière, il se trouve desormais près de la mairie. Le monument commémore la Première Guerre mondiale et la Seconde Guerre mondiale.
- Au cimetière communal se trouvent une section de tombes de guerre françaises et belges et une section de tombes de guerre de la Commonwealth War Graves Commission (CWGC), appelé le Oye-Plage Communal Cemetery.

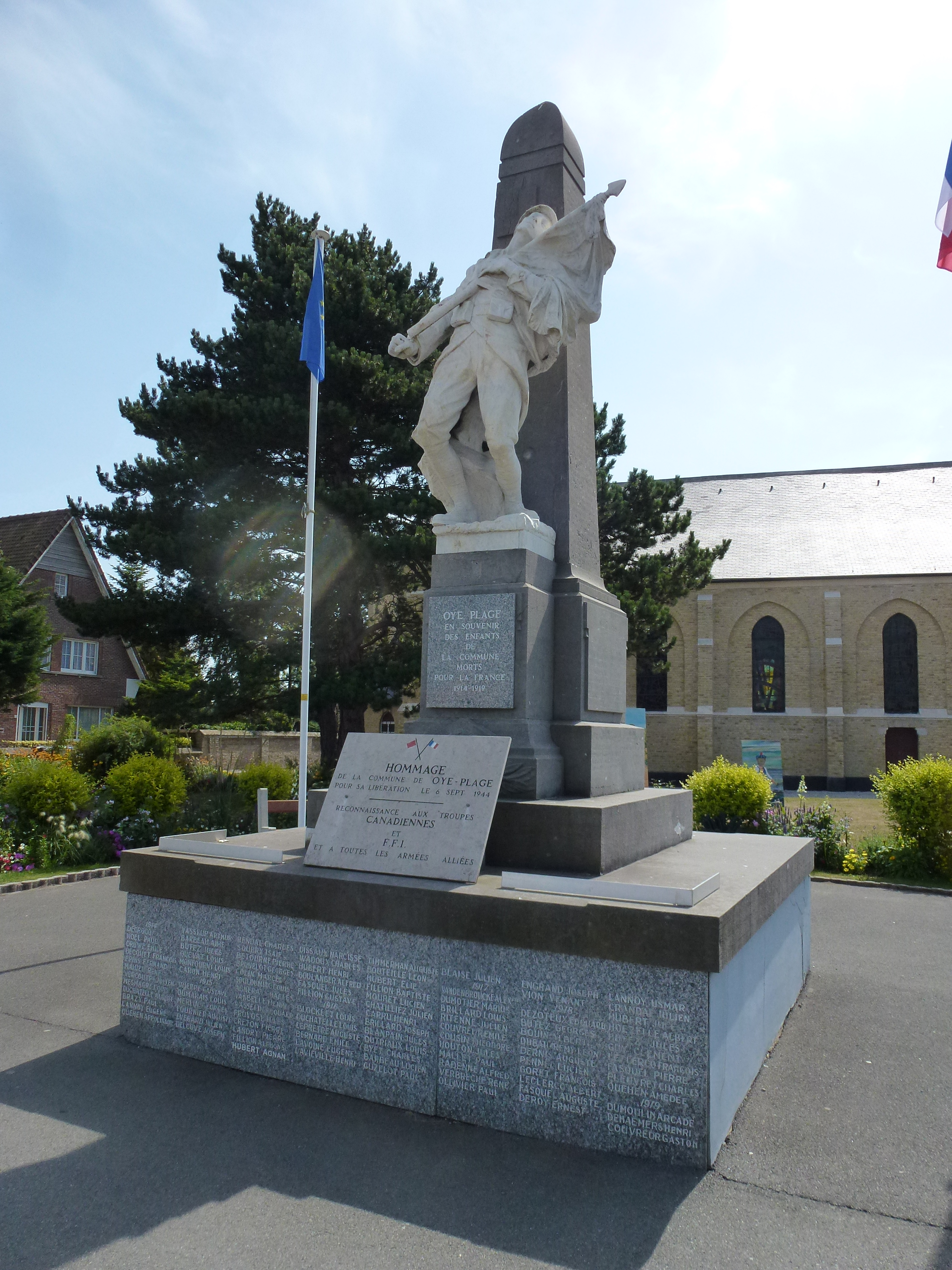
Le monument aux morts.
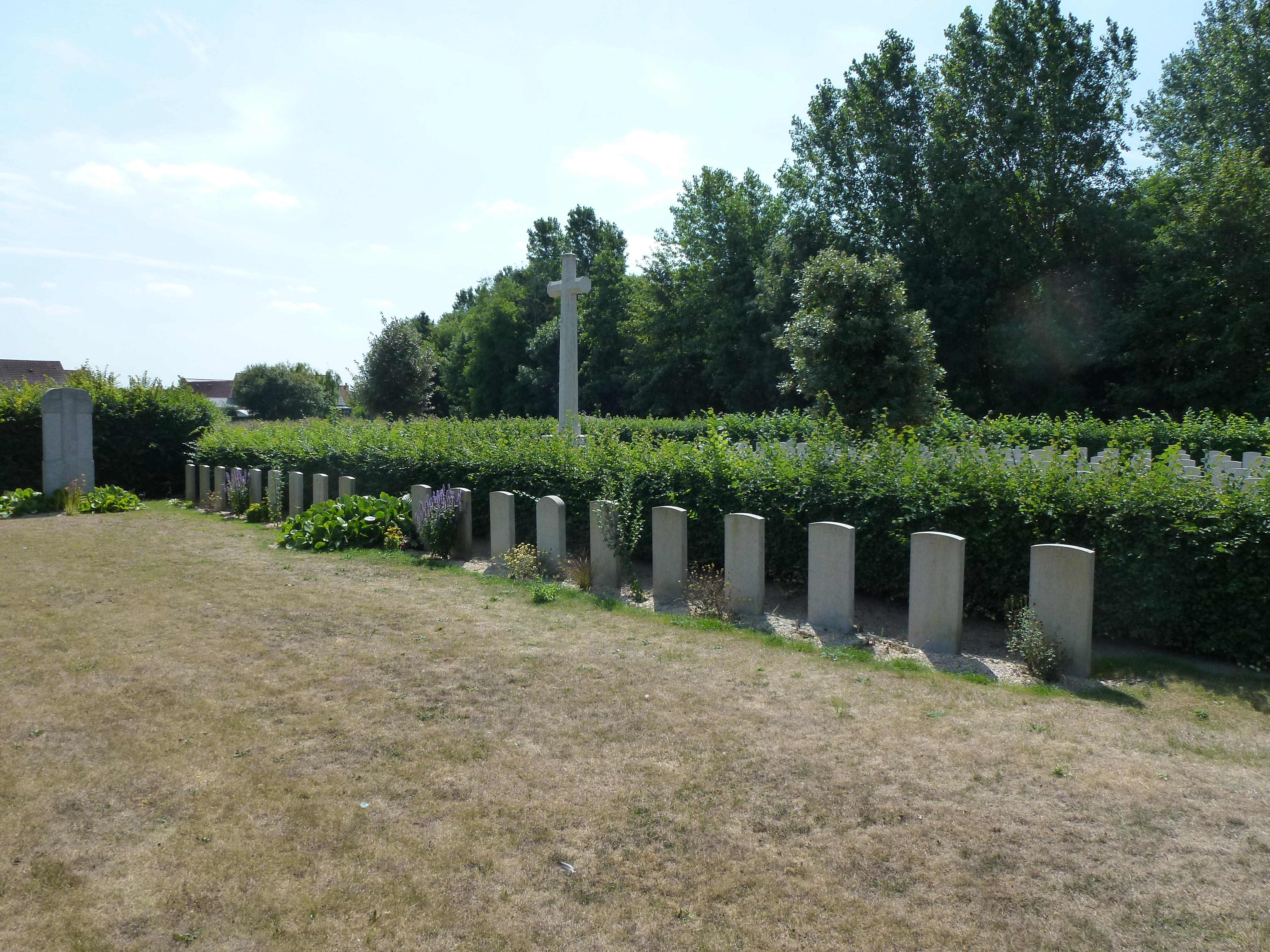
Les tombes de guerre françaises et belges.
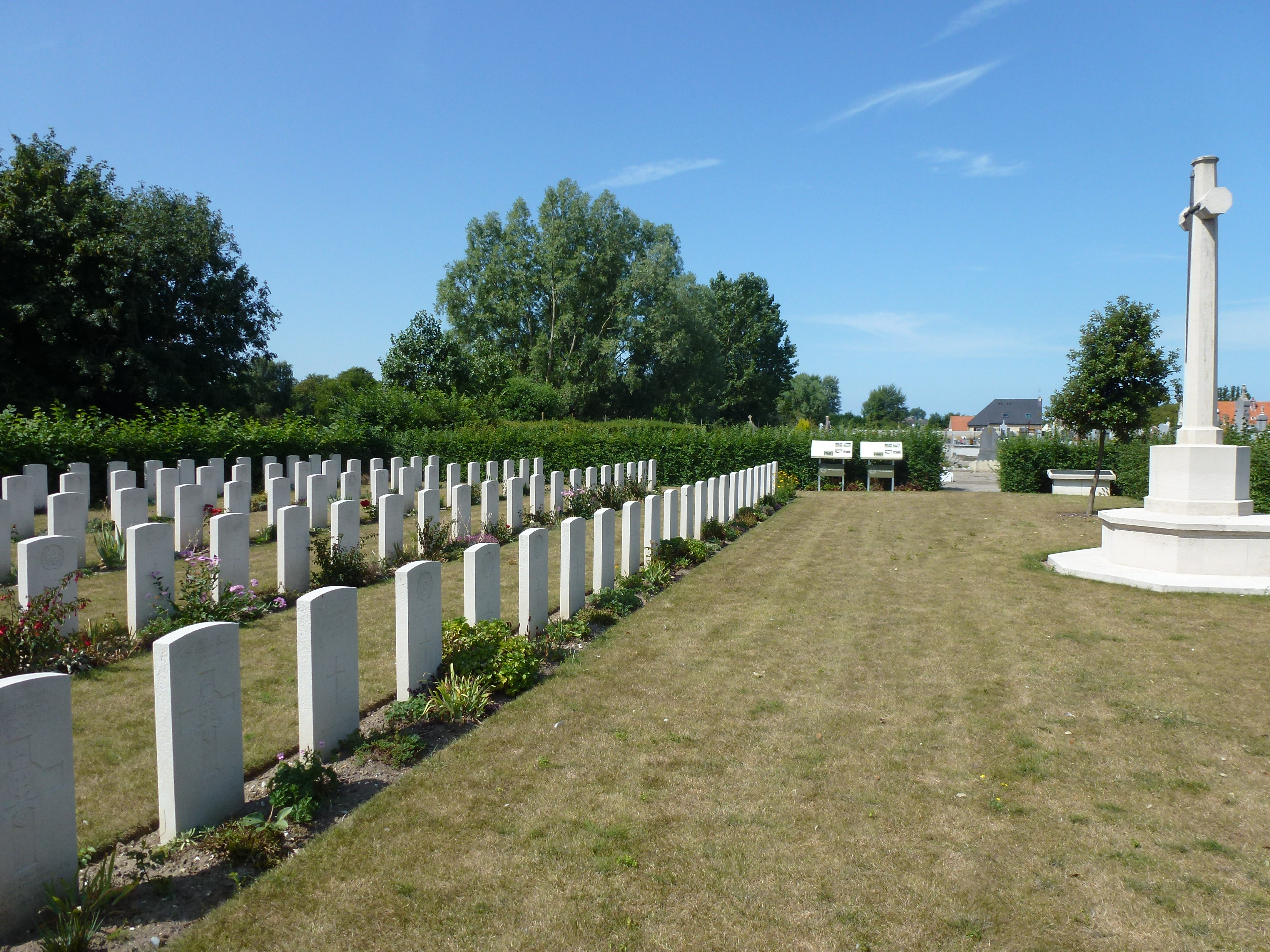
Les tombes de guerre de la CWGC.

### Patrimoine culturel
Le flamand était encore parlé jusqu'au XIXe siècle.

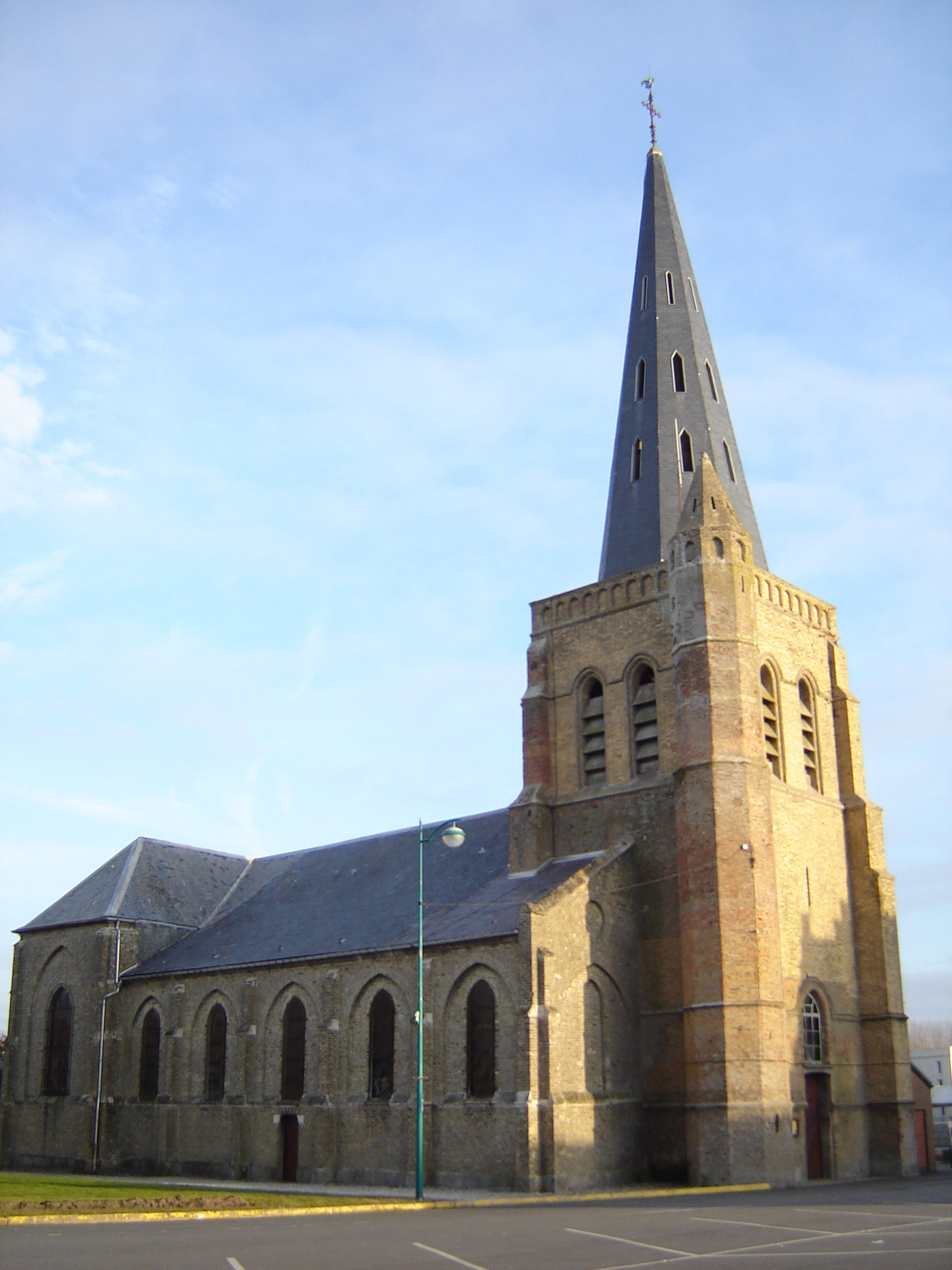
L'église Saint-Médard.

### Personnalités liées à la commune
- Julien Gosselin (1987-), metteur en scène, il a grandi dans la commune[75].

### Héraldique
| Blason de Oye-Plage | Blason  | D'azur à l'oie d'argent, becquée et membrée de sable, surmontée d'une couronnée de vicomte d'argent. |
| Blason de Oye-Plage | Détails | Le statut officiel du blason reste à déterminer.                                                     |

## Pour approfondir

#### Bases de données, dictionnaires et encyclopédies
- Ressources relatives à la géographie :   - Insee (communes)
  - Ldh/EHESS/Cassini
- Ressource relative à plusieurs domaines :   - Annuaire du service public français
- Notices d'autorité :   - VIAF
  - BnF (données)
  - LCCN
  - Israël